# 希默尔克龙
希默尔克龙是德国巴伐利亚州的一个市镇。总面积23.05平方公里，总人口3478人，其中男性1661人，女性1817人（2011年12月31日），人口密度151人/平方公里。